# Audio Video Bridging

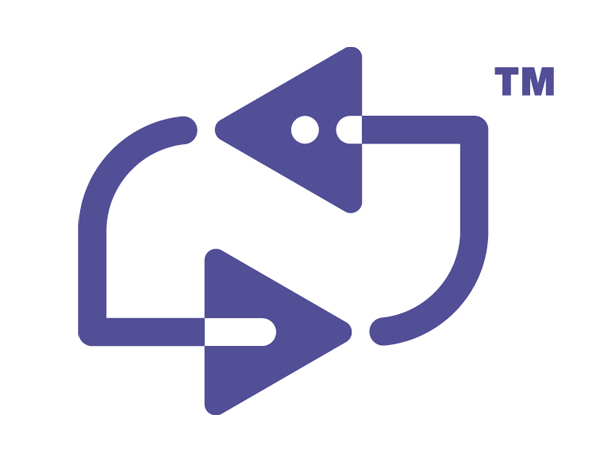
Logo de certification donné aux produits conformes aux normes AVB par l'AVnu.

Audio Video Bridging (AVB) est un nom usuel pour l'ensemble de standards et normes techniques qui permettent le transport audio et vidéo à travers des réseaux Ethernet commutés, tout en fournissant une meilleure synchronisation, une faible latence et une fiabilité accrue. AVB englobe les technologies et normes suivantes :
- IEEE 802.1AS -2011 : Timing et synchronisation pour les applications sensibles au facteur temps (gPTP) ;
- IEEE 802.1Qav -2009 : Transfert et mise en file d'attente pour les flux sensibles au temps (FQTSS) ;
- IEEE 802.1Qat -2010 : Protocole de réservation de flux (SRP) ;
- IEEE 802.1BA-2011[2] : Systèmes de pont audio-vidéo (AVB) ;
- Protocole de transport de couche 2 IEEE 1722-2011 pour les applications sensibles au temps (protocole de transport AV, AVTP) ; et
- IEEE 1722.1-2013 Device Discovery, Enumeration, Connection Management and Control Protocol (AVDECC).

Les modifications des normes IEEE 802.1Qat et 802.1Qav ont été incorporées au document de base IEEE 802.1Q -2011, qui spécifie le fonctionnement des ponts de contrôle d'accès au support (MAC) et des réseaux locaux virtuels.
L'Audio Video Bridging a été initialement développé par un groupe de travail de l' Institute of Electrical and Electronics Engineers (IEEE) du comité des normes IEEE 802.1. En novembre 2012, ce groupe de travail a élargi son travail et s'est renommé en Time-Sensitive Networking. L'idée derrière ce travail est de "fournir les spécifications qui permettront des services de streaming à faible latence synchronisés via les réseaux IEEE 802 ". Encore aujourd'hui, de nouveaux efforts de normalisation sont en cours dans le groupe de travail IEEE 802.1 TSN.
Pour aider à assurer l'interopérabilité entre les appareils qui implémentent les normes AVB et TSN, le consortium d'entreprises Alliance AVnu développe une certification d'appareils pour les marchés audio et vidéo automobile, grand public et professionnel.

## Prémices de l'AVB
Les équipements audio vidéo (AV) analogiques utilisaient auparavant des connexions unidirectionnelles, à usage unique et point à point. Certaines normes audiovisuelles numériques, telles que S/PDIF pour l'audio et l'interface numérique série (SDI) pour la vidéo, ont conservé ces propriétés. Le problème de ce modèle de connexion est qu'il entraîne de grandes masses de câbles, en particulier dans les applications professionnelles et l'audio haut de gamme.

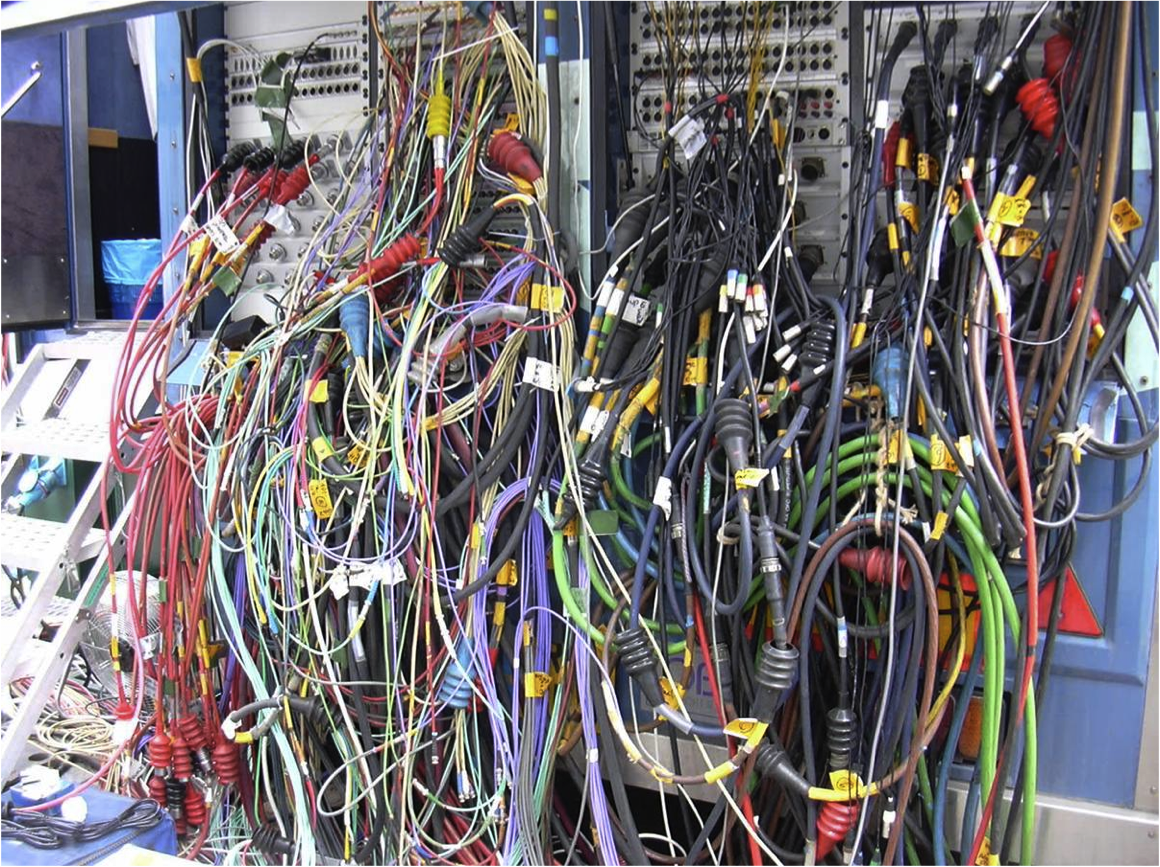
Câblage d'une baie de connexion d'un fourgon de diffusion

Les tentatives pour résoudre ces problèmes étaient basées sur des topologies de réseau multipoint, telles que IEEE 1394 (FireWire). L'idée était d'adapter des technologies de réseau informatique telles que l'Ethernet ou l'IP pour faire passer de l'audio. Malheureusement, les solutions audiovisuelles professionnelles, domestiques et automobiles en sont venues à utiliser des protocoles spécialisés qui n'interagissent ni entre eux, ni avec les protocoles informatiques classiques. De leur côté, les réseaux informatiques standard ne fournissaient pas une qualité de service rigoureuse avec un temps contenu et une latence prévisible ou limitée.
Pour surmonter ces limitations, les réseaux Audio Video Bridging (AVB) transmettent plusieurs flux audiovisuels via de classiques commutateurs Ethernet (ponts MAC) connectés dans une topologie arborescente hiérarchique . L'Audio Video Bridging inclut des protocoles de couche 2 pour réserver la bande passante de connexion tout en priorisant le trafic réseau, ce qui garantit une horloge de synchronisation précise et une faible latence de transmission.
Une synchronisation étroite est nécessaire entre plusieurs flux AV pour la synchronisation labiale entre la vidéo et les flux audio pour deux raisons. Premièrement pour maintenir plusieurs haut-parleurs connectés numériquement en phase dans un environnement professionnel (ce qui nécessite une précision de 1 μs). Deuxièmement pour empêcher les paquets audio ou vidéo d'arriver en retard au point de terminaison, ce qui entraîne une perte d'image de la vidéo ou des problèmes audio indésirables (pop ou silence). Le délai, en comprenant la mise en mémoire tampon de la source et de la destination, doit être faible : le délai doit être de maximum 50 ms dans le cas d'une interface utilisateur, pour que la pression d'un bouton et l'action qui en résulte soient perçues comme se produisant instantanément. Dans le cas d'une performance en direct ou un travail en studio, le délai doit descendre à 2 ms.

## Résumé

Figure 2 - Connexions AVB

L'Audio Video Bridging est mis en œuvre sous la forme d'un réseau Ethernet commuté qui fonctionne en réservant une partie de l'Ethernet disponible au trafic AV. Le reste étant utilisé par le trafic traditionnel. Il existe trois principales différences introduites par l'architecture AVB :
- Synchronisation précise à l'aide du profil 'Generalized Precision Time Protocol' (gPTP) ( IEEE 802.1AS ),
- Mise en forme du trafic pour les flux AV à l'aide des priorités de trame ( IEEE 802.1Qav ) et des balises VLAN ( IEEE 802.1Q ), et
- Contrôles d'admission avec le protocole de réservation de flux (IEEE 802.1Qat).

L'IEEE 802.1BA est une norme pour ces trois technologies principales qui définit des configurations d'utilisation spécifiques et des procédures de fonctionnement pour les appareils dans les réseaux audio/vidéo commutés.
Les nouveaux protocoles de configuration de couche 2 fonctionnent avec des extensions rétrocompatibles du format de trame Ethernet 802.1; ces changements permettent aux appareils AVB de coexister et de communiquer dans les réseaux informatiques standard. Cependant, seuls les commutateurs et les terminaux compatibles AVB peuvent réserver des ressources réseau avec un contrôle d'admission et synchroniser leur horloge locale sur une horloge maîtresse, ce qui est nécessaire pour le trafic à faible latence.
Le trafic AVB est répliqué de manière multidiffusion. Il y a un locuteur (l'initiateur du flux) et plusieurs auditeurs. Les paquets AVB sont envoyés à intervalles réguliers dans des fréquences d'horloge alloués, évitant les collisions avec le trafic Ethernet. AVB garantit une latence maximale de 2 ms pour le trafic de classe A et de 50 ms pour le trafic de classe B sur un maximum de 7 fréquences d'horloge, avec une période de transmission de 125 μs pour la classe A et 250 μs pour le trafic de classe B.
Un domaine de synchronisation de réseau IEEE 802.1AS comprend tous les périphériques qui communiquent à l'aide du protocole gPTP. Le maître (initiateur du flux) est un appareil choisi comme horloge de référence ; la spécification 802.1BA exige que chaque locuteur et pont réseau soit capable d'être maître, et donc de transmettre une horloge de référence.
Les protocoles de gestion de liaison 802.3 et de mesure du délai de liaison 802.1AS calculent le délai aller-retour jusqu'au terminal AVB ; ce délai doit être plus faible que la valeur la plus basse de l'algorithme du délai de transmission 802.1AS.
Les protocoles de niveau supérieur peuvent utiliser les informations d'horloge 802.1AS pour définir le moment de présentation précis de chaque flux AV.

## Transport et configuration AV

### IEEE 1722 AVTP
IEEE Std 1722-2011 est un protocole de transport audio/vidéo (AVTP, pour Audio Video Transport Protocol) de couche 2 qui définit les détails de transmission des flux IEEE 1394 / IEC 61883 et d'autres formats AV. Il précise le temps de présentation pour chaque flux AV en gérant les latences à partir du délai le plus défavorable calculé par le protocole gPTP.

### IEEE 1722.1 AVDECC
IEEE Std 1722.1-2013 est une norme qui permet la détection, l'énumération, la gestion et le contrôle des connexions AVB (AVDECC) des appareils utilisant IEEE Std 1722-2011. AVDECC définit les opérations pour permettre la détection d'ajout et de suppression d'appareils, récupérer le modèle d'un appareil, connecter et déconnecter des flux, gérer l'état d'un l'appareil, gérer la connexion d'un appareil et enfin les contrôler à distance.

## Interopérabilité
Les services de couche supérieure peuvent améliorer la synchronisation et la latence de la transmission multimédia en liant l'identifiant de flux AVB aux identifiants de flux internes et en basant les timestamps internes sur l'horloge maître gPTP (l'initiateur du flux).

### IEEE 1733
IEEE Std 1733-2011 définit un profil de protocole de couche 3 pour les applications de protocole de transport en temps réel (RTP) avec un format de charge utile RTCP, qui attribue l'identifiant de flux de SRP à l'identificateur de source de synchronisation (SSRC) du RTP et corrèle les horodatages RTP du moment de présentation avec l'horloge maître gPTP 802.1AS.

### AES67
AES67 est basé sur RTP standard sur UDP/IP et IEEE 1588 Precision Time Protocol (PTPv2) pour la synchronisation ; l'interopérabilité avec AVB/TSN peut être obtenue en reliant les informations de synchronisation IEEE 802.1AS aux données de charge utile AES67 PTPv2,,,.
La mise en œuvre d'AES67 avec l'interopérabilité AVB a été présentée à InfoComm 2016,.

### Milan
En 2018, le consortium d'entreprise Avnu Alliance a annoncé l'initiative Milan, visant à promouvoir l'interopérabilité des appareils AVB et à fournir une certification et des tests aux appareils.
La spécification Milan nécessite une horloge multimédia basée sur l'AVTP CRF (Clock Reference Format, pour format de référence d'horloge) et une fréquence d'échantillonnage de 48 kHz (ou en option 92 kHz et 192 kHz). Le format de flux audio est basé sur le format audio standard 32 bits AAF AVTP IEC 61883-6 avec 1 à 8 canaux audio par flux (en option, il est possible d'avoir le format haute capacité, 24 et 32 bits avec 56 et 64 canaux). Une redondance est fournie par deux réseaux logiques indépendants pour chaque terminal et un mécanisme de basculement dans le cas d'une défaillance.

### DetNet
Le groupe de travail IETF Deterministic Networking (DetNet) s'emploie à définir des chemins de données déterministes avec des barrières nettes de latence, de perte et de variation du délai de paquets (jitter), le tout en gardant une fiabilité élevée. DetNet a été créé pour fonctionner sur les segments pontés de couche 2 et les segments routés de couche 3, en s'appuyant sur l'interopérabilité avec les commutateurs AVB/TSN lorsque cela est possible.
L'une des applications possibles de DetNet est l'audio/vidéo professionnelle, telle que la production musicale et cinématographique, la diffusion en temps réel, le cinéma, le son en direct et les gros systèmes sonores : stades, salles, centres de conférence, parcs à thème, aéroports, gares, etc., mais aussi pour les haut-parleurs publics, le streaming multimédia et l'annonce d'urgence. L'objectif déclaré est de permettre un Intranet à l'échelle d'un bâtiment (école ou entreprise) pour la diffusion de contenu avec une latence limitée (10-15 ms). Pour cela, un seul réseau doit gérer à la fois le trafic A/V et le trafic informatique, avec un routage de couche 3 au-dessus des réseaux AVB QoS pour permettre le partage de contenu entre les segments AVB de couche 2, et fournir l'intégration IntServ et DiffServ avec AVB lorsque cela est possible. La bande passante réservée inutilisée doit être libérée pour augmenter la rapidité du trafic. Les protocoles doit avoir des capacités Plug-and-play du début à la fin de la chaîne pour réduire la configuration et l'administration manuelles et pour permettre des changements rapides des périphériques et de la topologie du réseau.
Les réseaux AVB à grande échelle, comme ceux utilisés par l'installation de diffusion ESPN SportsCenter sur "Digital Center 2" et qui héberge plusieurs studios individuels, peuvent être équipés de plus de 1 500 km de fibre optique, avoir plus de 10 Tb/s de bande passante pour plus de 100 000 signaux transmis simultanément. En l'absence de solution basée sur des normes pour interconnecter des segments AVB individuels, un routeur de réseau défini par logiciel personnalisé est requis,.

## Standardisation
Le travail sur le streaming A/V a commencé au sein du groupe d'étude IEEE 802.3re « Ethernet résidentiel » en juillet 2004. En novembre 2005, il a été transféré au comité IEEE 802.1 responsable des normes de pontage inter-réseaux.
| Norme                                                          | Titre | Statut                                      | Date de publication                         |
| Spécifications du pontage audio vidéo (AVB)                    | Spécifications du pontage audio vidéo (AVB)                                                                                          | Spécifications du pontage audio vidéo (AVB) | Spécifications du pontage audio vidéo (AVB) |
| -------------------------------------------------------------- | --- | ------------------------------------------- | ------------------------------------------- |
| IEEE 802.1BA-2011                                              | Audio Video Bridging (AVB) | Actuel, amendé par Cor1-2016                | 30 septembre 2011                           |
| IEEE 802.1Qav-2009                                             | Améliorations du transfert et de la mise en file d'attente pour les flux sensibles au temps (FQTSS)                                  | Incorporé dans IEEE 802.1Q-2011 Clause 34   | 5 janvier 2010                              |
| IEEE 802.1Qat-2010                                             | Protocole de réservation de flux (SRP)                                                                                               | Incorporé dans IEEE 802.1Q-2011 Clause 35   | 30 septembre 2010                           |
| IEEE 802.1Q -2011                                              | Ponts de contrôle d'accès au support (MAC) et réseaux locaux pontés virtuels (incorporant les amendements IEEE 802.1Qav et 802.1Qat) | Remplacé par IEEE 802.1Q-2014/2018          | 31 août 2011                                |
| IEEE 802.1AS-2011                                              | Cadencement et synchronisation pour les applications sensibles au facteur temps dans les réseaux locaux pontés ( gPTP )              | Remplacé par IEEE 802.1AS-2020              | 30 mars 2011                                |
| Spécifications des réseaux sensibles au temps (TSN)            | |                                             |                                             |
| IEEE 802.1Q -2018                                              | Ponts et réseaux pontés | Courant                                     | 6 juillet 2018                              |
| IEEE 802.1AB-2016                                              | Découverte de la connectivité du contrôle d'accès aux stations et aux médias ( Link Layer Discovery Protocol (LLDP))                 | Actuel                                      | 11 mars 2016                                |
| IEEE 802.1AS-2020                                              | Temporisation et synchronisation pour les applications sensibles au facteur temps ( gPTP )                                           | Actuel, modifié par 802.1AS-2020/Cor1       | 30 janvier 2020                             |
| IEEE 802.1Qcc-2018                                             | Améliorations du protocole de réservation de flux (SRP) et améliorations des performances                                            | Actuel                                      | 31 octobre 2018                             |
| Spécifications AVTP (Audio Video Transport Protocol) et AVDECC | |                                             |                                             |
| IEEE 1733-2011                                                 | Protocole de transport de couche 3 pour les applications sensibles au facteur temps dans les réseaux locaux (RTP)                    | Actuel                                      | 25 avril 2011                               |
| IEEE 1722-2011                                                 | Protocole de transport de couche 2 pour les applications sensibles au facteur temps dans un réseau local ponté (AVTP)                | Remplacé par IEEE 1722-2016                 | 6 mai 2011                                  |
| IEEE 1722-2016                                                 | Protocole de transport de couche 2 pour les applications sensibles au facteur temps dans un réseau local ponté (AVTP)                | Actuel                                      | 16 décembre 2016                            |
| IEEE 1722.1-2013                                               | Découverte de périphériques, énumération, gestion des connexions et protocole de contrôle (AVDECC)                                   | Actuel                                      | 23 août 2013                                |